# Dareiosz-váza

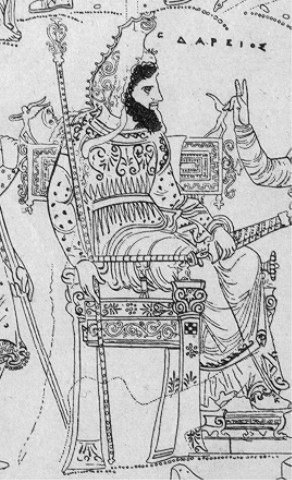
Részlet a vázáról, Dareiosz alakja

Dareiosz-váza, más néven „Perzsa váza", egy nagyméretű vörösalakos kratér amelyet i. e. 340 és i. e. 320 között készítettek. Alkotója az úgynevezett Dareiosz-festő, aki az apuliai vázafestészet egyik utolsó kiemelkedő alakja volt. A vázát 1851-ben találták az apuliai Canosa egyik sírjában, ahova egy lovagot temettek. A Dareiosz-vázát a sírban az úgynevezett Patroklosz-vázával, bronzpajzsokkal, egy zablával, egy lándzsával és több kisebb jelentőségű vázával együtt találták meg. A kratér magassága eléri a 131 centimétert. A füleken a művész fehérre festett maszkokat ábrázolt, a peremet növényi motívumokkal díszítette. A vázára festett jeleneteket négy sávban helyezte el, az egyik sáv az edény nyakán, a másik három a testén helyezkedik el. A nyakon lévő sávon amazonok harca látható párviadalt vívó figurákkal. Ez a jelenet szimbolikusan a görögöknek a barbárok ellen vívott küzdelmeit ábrázolja. Az edény testén a felső sávban istenek tanácskozása látható. A középső sávban Dareiosz perzsa uralkodó (személyét az arca előtti felirat azonosítja) díszes ruhában, fején tiarával, trónján ülve egy hírnököt hallgat. A jelent valószínűleg Phrünikosz Perzsák című napjainkra elveszett tragédiájából származik, amely Dareiosz és a görögök közötti háború idején játszódott. A hírnök lába alatt a "Perszai" (Perzsák) felirat olvasható, a mögötte ülő két alakot eddig nem sikerült egyértelműen azonosítani. Az egyik elmélet szerint az ión felkelés vezetőit Arisztagoraszt és a milétoszi Hisztiaiszt ábrázolta a festő. A jelenet valószínűleg azt a pillanatot mutatja be, amikor az uralkodó tudomást szerez Hisztiaisz árulásáról. Az alsó sávon perzsa alattvalókat láthatunk a király kincstárnoka előtt. A vázát jelenleg a nápolyi Régészeti múzeumban őrzik, leltári száma: 81947.